# 持碁
持碁（じご）は囲碁用語の一つ。囲碁の対局で互いの地が同じになり引き分けになること。「ジゴ」とカタカナで表記されることが多い。
元々『玄玄碁経』の「囲碁三十二字釈義」では「持」とはセキのこととされ、ジゴには「芇（べん、くさかんむりに巾）」の字を当てており、『通玄集』にも「勝負なきを芇と云う」とあるが、歌合せにおける引き分けを「持」というのに倣って「持碁」の字を当てるようになった。
かつてコミが導入された初期には5目コミ出し、ただし持碁の場合は白の勝ちとするルールも採用された。現在の互先対局のように、6目半や7目半といった半目単位のあるコミを付ける場合には、持碁はあり得なくなる。コミのない置き碁や定先の対局でも、トーナメント・リーグ戦などの都合で勝敗をつけなければならない場合には、持碁は白勝ち、ないし黒勝ちといったルールを決めて行われる。日本棋院ではコミ導入前に入段した棋士（杉内寿子など）が現役のため、対戦成績に「持碁」の欄を設けている。
2018年に英才特別採用推薦棋士の第1号として仲邑菫の試験対局が行われたが、張栩との対局では逆コミ6目で持碁と判定されている。
長生の出現などによる引き分けは「無勝負」と扱われ、「ジゴ」とは称されない。

## 注
1. ↑  林元美『爛柯堂棋話』
2. ↑  「半目」自体がジゴをなくすために便宜的に設けられたものである。「新・早わかり用語小事典」日本棋院、P83
3. ↑  例 : 第1期名人戦。なお、ジゴ勝ちは正規の勝ちに劣るとされそれが名人位の帰趨を決した。
4. ↑  “杉内寿子”. 囲碁の日本棋院. 2023年7月7日閲覧。
5. ↑  “「盤上に構想ある」 張栩名人、仲邑菫さんの碁を語る：朝日新聞デジタル”. 朝日新聞デジタル (2019年1月5日). 2023年2月12日閲覧。